# Lepidozia azorica
Lepidozia azorica là một loài Rêu trong họ Lepidoziaceae. Loài này được H. Buch & Perss. mô tả khoa học đầu tiên năm 1941.